# Gaj (powiat sochaczewski)
Gaj – wieś w Polsce położona w województwie mazowieckim, w powiecie sochaczewskim, w gminie Teresin. Ma status sołectwa.
W latach 1975–1998 miejscowość należała administracyjnie do województwa skierniewickiego.